# Β-Hämolyse

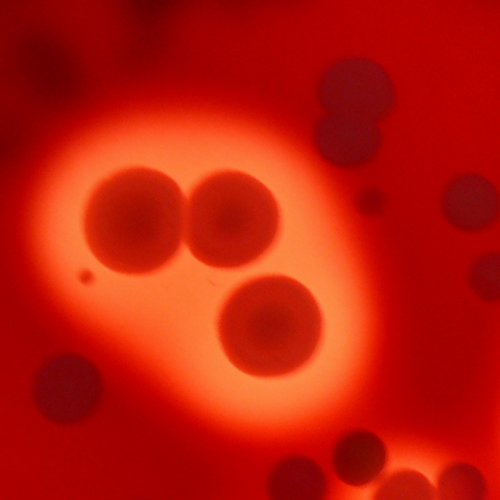
Beta-Hämolyse auf Blutagarplatte

Unter β-Hämolyse (Beta-Hämolyse) oder auch komplette Hämolyse versteht man die Auflösung oder Hämolyse von Erythrozyten durch Zerstörung ihrer Zellmembran in einer Blutagar-Platte durch Betahämolysin. Im Blutagar entsteht dadurch eine helle, durchscheinende Zone. Dieses Phänomen wird in der medizinischen Diagnostik zur Identifizierung betahämolysierender Erreger eingesetzt (z. B. Streptokokken und Staphylokokken).
Unterschieden wird die Beta-Hämolyse von der Alpha-Hämolyse, bei der es zu einer Vergrünung des Blutagars kommt.